# Klín

Princip klínu. Síla, kterou je působeno na horní stranu klínu, je rozdělena na boční strany klínu.

Klín je jednoduchý stroj, jehož jedinou částí je těleso s průřezem ve tvaru trojúhelníku (trojboký hranol, kužel, jehlan). Jedná se o jeden z nejstarších předmětů používaných lidmi.
Síla, která působí na podstavu klínu, se rozloží ve směru kolmém na boční stěny, přitom tyto složky jsou větší než původní síly. Velikost silových složek závisí na úhlu, který svírají boční stěny, čím je tento úhel menší (klín je ostřejší), tím jsou síly větší.
Klín je základem např. sekery, nože, špičky hřebíku, vrutu (společně se šroubem).